# Kybabu
Kybabu je česká hudební skupina, kterou zformoval Olin Nejezchleba. Název byla původně zkratka pro kytaru, basu a buben, i když se nástrojové obsazení rozšířilo.

## Členové
V současnosti kapela vystupuje v obsazení 
- Olin Nejezchleba – celo, zpěv,
- Norbi Kovács – kytary,
- Pavel Skála – kytary,
- Vláďa Pavlíček – housle,
- Jiří "Zelí" Zelenka – bicí, zpěv,
- Pavel Novák - basová kytara